# Vintervisor (musikalbum)
Vintervisor från 2000 är en julskiva av den svenska musikgruppen Triakel.

## Låtlista
1. Julvisa från Älvdalen (Tomos Hedvig Persson) – 3:04
2. Bergslagsjul (Josef Seddel/Sven-Olof Borlund) – 2:15
3. Er framtid blive lyckelig (trad) – 3:21
4. Staffansvisa från Orust (trad) – 1:49
5. Innan gryningen (Benny Andersson/Ylva Eggehorn) – 3:30
6. Torspar-julaftas-våggvisa (Alan Kristenson) – 4:15
7. God morgon här, kär fader vår (trad efter Skräddar-Anders Persson & Lisskvarn-Ernst Olsson) – 2:21
8. Det blir en julhelg glad (Charlotta af Tibell/Annelie Holmgren) – 3:34
9. Julvisa i Finnmarken/Isfärden (Thorstein Bergman/Dan Andersson) – 3:41
10. Staffansvisa från Jämtland (trad) – 2:41
11. Adventspsalm (trad) – 3:20
12. Mormors julstjärna (trad/Lars-Rune Larsson) – 2:37
13. Knalle Juls vals (Evert Taube) – 2:34
14. Julgranspolska (trad/Erik Olsson) – 2:16
15. Tackvisan (trad) – 4:19

## Medverkande
- Emma Härdelin – sång, fiol
- Janne Strömstedt – tramporgel
- Kjell-Erik Eriksson – fiol
- Benny Andersson – dragspel